# Áru
Az áru emberi szükséglet kielégítésére alkalmas munkatermék, amit csere céljából termelnek és csere révén jut le a felhasználójához. Ebben az értelemben áruk a szolgáltatások is, mint a szükségletek kielégítésére létrejött tevékenységek. Egy modern meghatározása szerint az áruk ingó gazdasági javak, amelyek a természetben korlátozott mennyiségben léteznek, vagy az ember gyártotta őket, és szükségletek kielégítésére szolgálnak. Csereértékük van, és kereskedelem tárgyát képezik, vagy ennek érdekében figyelembe vehetők.

## Története
Az emberi munka terméke akkor vált áruvá a történelemben, amikor kialakult a társadalmi munkamegosztás, és az emberek csoportjai különböző termékek előállítására specializálódtak. Ez szükségessé tette a termékek cseréjét.
A kapitalizmusban az áruk köre kiszélesedett, szinte bármi áruvá válhatott, az is, ami nem munkatermék, mint a szűzföld vagy a munkaerő.
Az áru az árutermelő munka jellegéből adódóan kettős jellegű: érték és használati érték egyaránt. Értéke a létrehozására szükséges munka mennyiségével arányos, használati értéke viszont a hasznos tulajdonságainak összessége. E két jelleg ellentéte akadályozhatja is az áru értékesítését: a használati érték megfelelő, de az értéke alapján az ára túl magas, vagy fordítva, az ára megfelelő lehet, de a használati érték jellege miatt nincs szükség rá.